# Courtney Felinski
Courtney Reigh Felinski (* 4. Oktober 1992 in Wichita Falls) ist eine US-amerikanische Volleyballspielerin.

## Karriere
Felinski begann ihre Karriere an der Magnolia High School. Von 2011 bis 2014 studierte sie am Georgia Institute of Technology in Atlanta und spielte dort in der Universitätsmannschaft. 2015 ging die Außenangreiferin nach Finnland. Bei Liiga Ploki sammelte sie zahlreiche MVP-Auszeichnungen und wurde drittbeste Scorerin der finnischen Liga. 2016 wechselte sie zum deutschen Bundesligisten Rote Raben Vilsbiburg. Zur Saison 2017/18 ging sie zum TS Volley Düdingen in die Schweiz. Nach einem Jahr verließ sie den Verein und wechselte zu Club Voleibol J.A.V. Olímpico in Las Palmas.